# Weener
Weener (udtale: [ˈveːnɐ]?) er en by i det historiske landskab Ostfriesland i Landkreis Leer i den tyske delstat Niedersachsen. Weener ligger nær grænsen til Holland, på vestbredden af floden Ems, omkring 10 km sydvest for byen Leer, og 25 km sydøst for Emden.

## Geografi
Byen Weener ligger mod sydvest i Ostfriesland, og er den eneste by i området på vestbredden af Ems. Den betegner sig som „Grüne Stadt im Rheiderland“, og er centrum i den tyske del af regionen. Ikke langt fra byen ligger bugten Dollart og grænsen til den hollandske provins Groningen. Nærmeste større byer er Oldenburg og Groningen. Kommunen Weener omfatter den sydøstlige del af det historiske landskab Rheiderland og er 15,2 km i nord-sydlig udstrækning, og op til 10,6 km fra øst til vest.

### Inddeling
Bykommunen Weener består ud over hovedbyen af landsbyerne:
- Kirchborgum
- Diele
- Vellage / Halte
- Stapelmoor
- Holthusen
- Weenermoor / Möhlenwarf
- St. Georgiwold
- Beschotenweg

### Nabokommuner
I Landkreis Leer:
- Bunde
- Leer
- Jemgum
- Westoverledingen

I Landkreis Emsland:
- Papenburg
- Rhede